# Mamadi Kaba
Mamadi Kaba (Kankan, 15 de junho de 1982) é um futebolista profissional guineense que atua como defensor.

## Carreira
Mamadi Kaba representou o elenco da Seleção Guineense de Futebol no Campeonato Africano das Nações de 2004 e 2006.

## Ligaçães externas
Mamadi Kaba em National-Football-Teams.com